# Campeonato Baiano de Futebol Feminino
O Campeonato Baiano de Futebol Feminino, mais conhecido como Campeonato Baiano Feminino ou ainda Baianão Feminino, é a competição profissional desse esporte no estado da Bahia. Realizado pela Federação Baiana de Futebol (FBF), tem certa regularidade e conta com uma equipe hegemônica: o São Francisco do Conde Esporte Clube, que é o maior vencedor da história deste campeonato.
Em 1984, ano da primeira edição da realização do Campeonato Baiano de Futebol Feminino, havia no estado da Bahia cerca de 200 equipes de futebol feminino. Reportagens de época revelam que a competição inicial não contou com o apoio da Federação Baiana de Futebol. A TV Itapoan patrocinou e ajudou a organizar a então Copa Baiana de Futebol Feminino assim como a edição de 1984 do Campeonato Baiano.
Há relatos de que a edição de 1984 do Campeonato Baiano de Futebol Feminino teria sido suspensa quando o campeonato se encaminhava para a decisão do segundo turno. O público da final da competição de 1984 foi superior a dez mil pessoas.
Nas competições ocorridas na segunda metade da década de 1980, destaca-se a participação da atleta Sissi pelo time do Flamengo de Feira (edições de 1986 a 1988) e pelo Bahia (edição de 1989). A edição de 1987 foi marcada pelo grande público no jogo de abertura, com 65 mil pessoas presentes no estádio da Fonte Nova.
Na década de 2010 a 2020, vem-se destacando no estadual equipes como a  Desportiva Lusaca, o Flamengo de Feira, e do Esporte Clube Vitória ao terem chegado à final várias vezes, obtendo o título ou um respeitável vice-campeonato.
Seu atual campeão é o Bahia, vencedor da edição de 2024, quando conquistou seu tetracampeonato consecutivo. A final da edição de 2023 contou com transmissão televisiva a nível nacional pela TV Brasil, além de exibição pela internet.
De acordo com a contagem da Federação Baiana de Futebol, os maiores campeões da competição são: o São Francisco, com 14 conquistas, o Bahia, com 7 títulos, o Flamengo de Feira, com 5 conquistas e o Euroexport, com 3 títulos estaduais.

## Campeões
| Ano     | Campeão                  | Vice-campeão             | Terceiro colocado        | Quarto colocado          |
| ------- | ------------------------ | ------------------------ | ------------------------ | ------------------------ |
| 1984    | Bahiano de Tênis (1)     | Flamengo de Feira        | Não informado            | Não informado            |
| 1985    | Bahiano de Tênis (2)     | Não informado            | Não informado            | Não informado            |
| 1986    | Flamengo de Feira (1)    | Bahiano de Tênis         | Não informado            | Não informado            |
| 1987    | Flamengo de Feira (2)    | Não informado            | Não informado            | Não informado            |
| 1988    | Flamengo de Feira (3)    | Não informado            | Não informado            | Não informado            |
| 1989    | Bahia (1)                | Não informado            | Não informado            | Não informado            |
| 1990    | Bahia (2)                | Não informado            | Não informado            | Não informado            |
| 1991    | Bahia (3)                | Não informado            | Não informado            | Não informado            |
| 1992    | Competição não disputada | Competição não disputada | Competição não disputada | Competição não disputada |
| 1993    | Euroexport (1)           | Não informado            | Não informado            | Não informado            |
| 1994    | Euroexport (2)           | Não informado            | Não informado            | Não informado            |
| 1995    | Euroexport (3)           | Não informado            | Não informado            | Não informado            |
| 1996-97 | Competição não disputada | Competição não disputada | Competição não disputada | Competição não disputada |
| 1998    | Flamengo de Feira (4)    | Não informado            | Não informado            | Não informado            |
| 1999    | Galícia (1)              | Não informado            | Não informado            | Não informado            |
| 2000    | Flamengo de Feira (5)    | Não informado            | Não informado            | Não informado            |
| 2001    | São Francisco EC (1)     | Flamengo de Feira        | Não informado            | Não informado            |
| 2002    | São Francisco EC (2)     | Vasco de Areias          | Não informado            | Não informado            |
| 2003    | São Francisco EC (3)     | Flamengo de Feira        | Não informado            | Não informado            |
| 2004    | São Francisco EC (4)     | Flamengo de Feira        | Não informado            | Não informado            |
| 2005    | São Francisco EC (5)     | Clube 2004               | Não informado            | Não informado            |
| 2006    | São Francisco EC (6)     | Fluminense de Feira      | Não informado            | Não informado            |
| 2007    | Competição não disputada | Competição não disputada | Competição não disputada | Competição não disputada |
| 2008    | São Francisco EC (7)     | Fluminense de Feira      | Não informado            | Não informado            |
| 2009    | São Francisco EC (8)     | Vitória                  | Lusaca                   | Galícia                  |
| 2010    | São Francisco EC (9)     | Flamengo de Feira        | Galícia                  | Vitória                  |
| 2011    | São Francisco EC (10)    | Lusaca                   | Vitória                  | Bahia                    |
| 2012    | São Francisco EC (11)    | Flamengo de Feira        | Galícia                  | Lusaca                   |
| 2013    | São Francisco EC (12)    | Bahia                    | Juventude-BA             | Lusaca                   |
| 2014    | São Francisco EC (13)    | Vitória                  | Bahia                    | Lusaca                   |
| 2015    | São Francisco EC (14)    | Lusaca                   | Vitória                  | Flamengo de Feira        |
| 2016    | Vitória (1)              | Juventude-BA             | São Francisco EC         | Lusaca                   |
| 2017    | Lusaca (1)               | Jequié EC                | Vitória                  | Flamengo de Feira        |
| 2018    | Vitória (2)              | Lusaca                   | Jequié EC                | Feira de Santana         |
| 2019    | Bahia (4)                | Juventude-BA             | Jequié EC                | Olímpia-BA               |
| 2020    | Competição não disputada | Competição não disputada | Competição não disputada | Competição não disputada |
| 2021    | Bahia (5)                | Doce Mel                 | Vitória                  | Juventude-BA             |
| 2022    | Bahia (6)                | Doce Mel                 | Astro                    | Vitória                  |
| 2023    | Bahia (7)                | Vitória                  | Astro                    | Lusaca                   |
| 2024    | Bahia (8)                | Vitória                  | Atlético de Alagoinhas   | FSA                      |

## Títulos

### Títulos por clube
| Clube                  | Título                                                                                  | Vice                             | Terceiro lugar             | Quarto lugar                     |
| ---------------------- | --------------------------------------------------------------------------------------- | -------------------------------- | -------------------------- | -------------------------------- |
| São Francisco EC       | 14 (2001, 2002, 2003, 2004, 2005, 2006, 2008, 2009, 2010, 2011, 2012, 2013, 2014, 2015) | —                                | 1 (2016)                   | —                                |
| Bahia                  | 8 (1989, 1990, 1991, 2019, 2021, 2022, 2023, 2024)                                      | 1 (2013)                         | 1 (2014)                   | 1 (2011)                         |
| Flamengo de Feira      | 5 (1986, 1987, 1988, 1998, 2000)                                                        | 5 (2001, 2003, 2004, 2010, 2012) | —                          | 2 (2015, 2017)                   |
| Euroexport             | 3 (1993, 1994, 1995)                                                                    | —                                | —                          | —                                |
| Vitória                | 2 (2016, 2018)                                                                          | 4 (2009, 2014, 2023, 2024)       | 4 (2011, 2015, 2017, 2021) | 2 (2010, 2022)                   |
| Bahiano de Tênis       | 2 (1984, 1985)                                                                          | —                                | —                          | —                                |
| Lusaca                 | 1 (2017)                                                                                | 3 (2011, 2015, 2018)             | 1 (2010)                   | 5 (2012, 2013, 2014, 2016, 2023) |
| Galícia                | 1 (1999)                                                                                | —                                | 2 (2010, 2012)             | 1 (2009)                         |
| Juventude-BA           | —                                                                                       | 2 (2016, 2019)                   | 1 (2013)                   | 1 (2021)                         |
| Fluminense de Feira    | —                                                                                       | 2 (2006, 2008)                   | —                          | —                                |
| Doce Mel               | —                                                                                       | 2 (2021, 2022)                   | —                          | —                                |
| Jequié EC              | —                                                                                       | 1 (2017)                         | 2 (2018, 2019)             | —                                |
| Vasco de Areias        | —                                                                                       | 1 (2002)                         | —                          | —                                |
| Clube 2004             | —                                                                                       | 1 (2005)                         | —                          | —                                |
| Astro                  | —                                                                                       | —                                | 2 (2022, 2023)             | —                                |
| Atlético de Alagoinhas | —                                                                                       | —                                | 1 (2024)                   | —                                |
| Feira de Santana       | —                                                                                       | —                                | —                          | 1 (2018)                         |
| Olímpia-BA             | —                                                                                       | —                                | —                          | 1 (2019)                         |
| FSA                    | —                                                                                       | —                                | —                          | 1 (2024)                         |

### Títulos por cidade
| Cidade                 | Título | Vice | Terceiro | Quarto |
| ---------------------- | ------ | ---- | -------- | ------ |
| Salvador               | 16     | 6    | 7        | 4      |
| São Francisco do Conde | 14     | 0    | 1        | 0      |
| Feira de Santana       | 5      | 7    | 2        | 4      |
| Dias d'Ávila           | 1      | 3    | 0        | 5      |
| Jequié                 | 0      | 3    | 2        | 0      |
| Vitória da Conquista   | 0      | 2    | 1        | 1      |
| Camaçari               | 0      | 1    | 0        | 0      |
| Lauro de Freitas       | 0      | 0    | 0        | 1      |
| Alagoinhas             | 0      | 0    | 0        | 1      |

## Estatísticas

### Campeões consecutivos
Tetradecacampeonatos
- São Francisco — 1 vez (2001-02-03-04-05-06-08-09-10-11-12-13-14-15)*

Apesar de um intervalo, em 2007, conta-se a sequência.
Pentacampeonatos
- Bahia (2019-21-22-23-24)*

Apesar de um intervalo, de 2020, conta-se a sequência.
Tricampeonatos
- Flamengo de Feira — 1 vez (1986-87-88)
- Bahia — 1 vez (1989-90-91)
- Euroexport — 1 vez (1993-94-95)

Bicampeonatos
- Bahiano de Tênis — 1 vez (1984-85)